# Kim Jung-woo
Dans ce nom coréen, le nom de famille, Kim, précède le nom personnel.
Kim Jung-woo, né le 9 mai 1982 à Séoul, est un footballeur sud-coréen.

## Biographie
Kim Jung-woo fait ses études à la Korea University tout en jouant pour le club de son université. 
Il joue son premier match professionnel avec Ulsan en 2003, et fait son début en équipe nationale le 10 octobre de la même année contre le Viêt Nam au cours d'un match comptant pour le tour préliminaire de la Coupe d'Asie
Il participe aux Jeux olympiques de 2004 à Athènes avec la sélection olympique sud-coréenne. Il marque le but de la victoire face au Mexique, ce qui permet à son équipe de se classer deuxième du groupe A et de se qualifier pour les quarts de finale.
En décembre 2005, il quitte son premier club professionnel, Ulsan Hyundai Horang-i pour s'expatrier au Japon où il est recruté par Nagoya Grampus Eight, un club évoluant en J-League, la première division japonaise de football. 
Il apparaît régulièrement avec l'équipe première de Corée du Sud. En 2007, Kim Jung-woo gagne sa place de titulaire au sein de la sélection et permet même à ses coéquipiers de se hisser en quarts de finale de la Coupe d'Asie en inscrivant un but spectaculaire face à l'Indonésie.
Sous l'impulsion du sélectionneur de la Corée du Sud Pim Verbeek, Kim Jung-woo tend peu à peu à se reconvertir au poste de milieu offensif central.
Au cours de l'hiver 2008, il s'efforce de séduire un club anglais afin de rejoindre la très prisée Premier League et se soumet à d'infructueux essais auprès de Wigan.

Finalement, en février 2008, Kim Jung-woo rejoint Seongnam, équipe vice-championne de Corée du Sud en 2007. Il inscrit son premier but sous les couleurs de son nouveau club coréen à l'occasion de son premier match de la saison face aux Chunnam Dragons en avril 2008.
Actuellement en service militaire, il rejoint en 2010 Gwangju Sangmu, le club officiel de l’armée sud-coréenne

## Palmarès
- En équipe nationale  :
  - Quart de finaliste aux Jeux olympiques d'été de 2004 
  - 3e place à la Coupe d'Asie des nations de football 2007
- En club :
  - Champion de Corée du Sud, 2005  Ulsan Hyundai Horang-i
  - Finaliste de la Hauzen Cup, 2005  Ulsan Hyundai Horang-i